# Otto Lehovec
Otto Lehovec (* 10. Mai 1917 in Ladowitz, Böhmen; † 10. Oktober 1982 am Großen Ahornboden in Österreich) war ein deutscher Schuldirektor sowie Autor.

## Werdegang
Lehovec studierte an der Karlsuniversität in Prag und promovierte dort 1940. Bereits 1939 legte er die wissenschaftliche Lehramtsprüfung ab und trat in den deutschen höheren Schuldienst in Prag ein. Nach der Vertreibung der Deutschen aus der Tschechoslowakei unterrichtete er ab 1945 am Werner-von-Siemens-Gymnasium im mittelfränkischen Weißenburg in Bayern. 1976 wurde er Schulleiter im Range eine Oberstudiendirektor dieser Schule. 1981 ging er in den Ruhestand.
Otto Lehovec war Mitglied beim Bund Naturschutz in Bayern und in der Internationalen Kommission für Schulgeographie. Er heiratete 1981. 1982 starb er überraschend im Alter von 65 Jahren während eines Ausflugs im Karwendelgebirge.

## Publikationen
- Prag – Eine Stadtgeographie u. Heimatkunde, 1944
- Erdkunde als Geschehen – Landschaft als Ausdruck e. Kräftespiels, 1953
- Kleine Weltgeschichte in Karte, Wort und Bild, 1956
- Entwicklungshilfe, 1962
- Die Einigung Europas, 1964
- Ostmitteleuropa, 1965